# De Cock en het masker van de dood
De Cock en het masker van de dood is het zevenentwintigste deel in de detectiveserie De Cock van de Nederlandse auteur Appie Baantjer.

## Verhaal
Rechercheur De Cock van het politiebureau Warmoesstraat verheugt zich op de komende editie van Sail Amsterdam. Volgens Dick Vledder kan hij geen vrije dagen opnemen, omdat in de wandelgangen wordt gefluisterd dat hij aan een anti-zakkenrollers-team leiding zal moeten geven. Dan krijgt De Cock melding van een vergissing, die door Vledder aanvankelijk niet zo serieus wordt genomen. Maar als er twee vrouwen verdwijnen, nadat ze allemaal in het ziekenhuis zijn geweest, starten de rechercheurs een onderzoek.